# Warwickshire
Warwickshire (/ˈwɒrɪkˌʃə/ⓘ) (abreviado como Warks) es uno de los cuarenta y siete condados de Inglaterra (Reino Unido). Su capital es Warwick. Está situado en la región Midlands del Oeste, limitando al norte con Midlands Occidentales y Staffordshire, al este con Leicestershire y Northamptonshire, al sur con Oxfordshire, al suroeste con Gloucestershire y al oeste con Worcestershire. La forma del actual condado difiere considerablemente de lo que fue históricamente. Las abreviaturas comúnmente utilizadas para nombrar al condado son Warks o Warwicks.
Entre los personajes famosos de Warwickshire destacan William Shakespeare (de Strafford-upon-Avon), George Eliot (de las cercanías de Nuneaton), Rupert Brooke (de Rugby) y Frank Whittle (de Coventry - hace tiempo parte del condado). Aunque no nació en este condado, J. R. R. Tolkien pasó su infancia en el pueblo de Sarehole, antes de trasladarse a Birmingham.

## Geografía
Warwickshire limita al noroeste con el condado de West Midlands (formado durante la reorganización gubernamental regional de 1974) y Staffordshire al noreste, Northamptonshire al suroeste y Worcestershire al oeste.
Sus mayores ciudades, según el censo de 2004 son: Nuneaton (77 500 hab.), Rugby (62 700 hab.), la estación balnearia de Leamington (45 300 hab.) y Bedworth (32 500 hab.).
La mayoría de la población vive en el norte y el centro del condado. El norte siempre ha sido tradicionalmente industrial, con ciudades tales como Nuneaton, Bedworth y Rugby cuyas industrias incluyen (o incluían) la minería, la producción de cemento y textiles y la construcción.
En el centro y oeste de Warwickshire se encuentran las prósperas ciudades de Royal Leamington Spa, Warwick, Kenilworth y Stratford-upon-Avon. El sur del condado es principalmente rural, está escasamente poblado y no hay ciudades de dimensiones relevantes.
El margen meridional de Warwickshire incluye una pequeña zona de los Cotswolds y el pico más alto es Ebrington Hill, de 261 m.
Históricamente, buena parte de Warwickshire occidental, inclusive la zona que forma ahora parte de Birmingham y las West Midlands, estuvo cubierto por el antiguo bosque de Arden (aunque la mayor parte fue talado para proporcionar combustible para la industrialización en los siglos XVII a XIX). Por esta razón, diferentes lugares de la parte noroccidental del condado llevan nombres con la terminación "-in-Arden".

## Historia

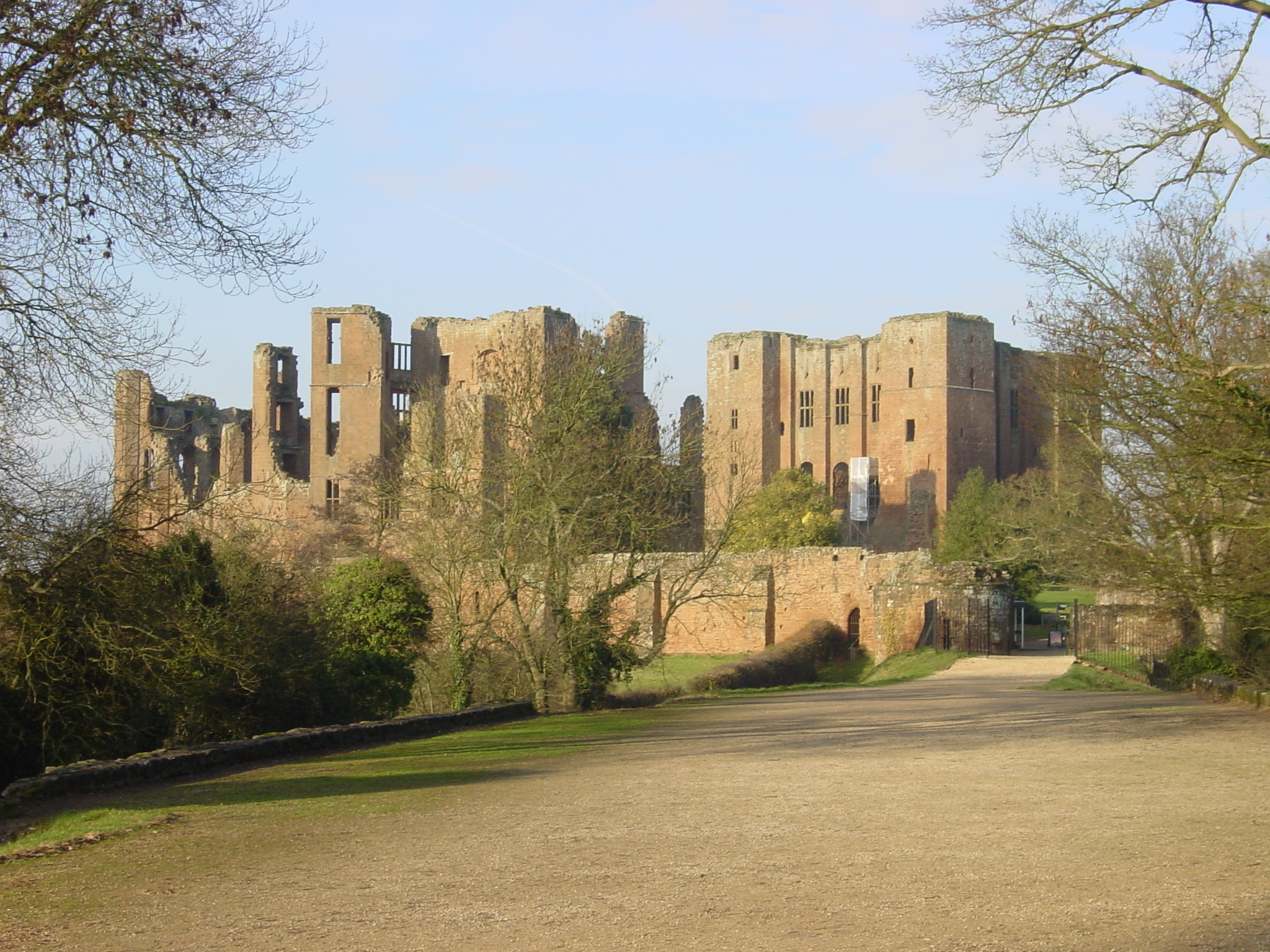
Castillo de Kenilworth

Warwickshire fue una división del reino de Mercia a principios de siglo XI. La primera referencia del condado aparece en el año 1011 con el nombre de Waeinewiscscr.
Durante la Edad Media, Warwickshire estuvo dominado por Coventry que, en ese tiempo, era una de las ciudades más importantes de Inglaterra debido a sus transacciones textiles.
Warwickshire tuvo un papel destacado durante la guerra civil inglesa, en la batalla de Edgehill y otras escaramuzas que tuvieron lugar en el condado.
Durante la Revolución Industrial, Warwickshire se convirtió en uno de los condados más industrializados, con las ciudades de Birmingham, Coventry y sus alrededores.
Los cambios administrativos de 1974 separaron a Birmingham y Coventry del condado, dejando las fronteras actuales de Warwickshire.

## Localidades principales
- Stratford-upon-Avon, ciudad natal de William Shakespeare.
- Warwick
- Rugby
- Polesworth
- Whitnash